# Schizophonic (Geri Halliwell)
Schizophonic è il primo album da solista della cantante britannica Geri Halliwell.
Pubblicato il 15 giugno 1999 dall'etichetta EMI (dalla Capitol negli Stati Uniti), è stato il primo album da solista pubblicato da una delle Spice Girls, che aveva abbandonato il gruppo proprio per concentrarsi su questo lavoro. È stato interamente prodotto dagli Absoulute.
L'origine del titolo dell'album è greca ed è composta da Schizo, che vuol dire dividere, e phonic, che significa suono.
L'album risultò essere un successo commerciale, vendendo 3 milioni di copie. Nel Regno Unito l'album venne certificato doppio Disco di platino (500.000).

## Tracce
CD (EMI 5210092 (EMI) / EAN 0724352100927)
1. Look at Me – 4:31 (Geri Halliwell, Andy Watkins, Paul Wilson)
2. Lift Me Up – 3:52 (Geri Halliwell, Andy Watkins, Paul Wilson, Tracy Ackerman)
3. Walkaway – 5:03 (Geri Halliwell, Andy Watkins, Paul Wilson, Tracy Ackerman)
4. Mi Chico Latino – 3:16 (Geri Halliwell, Andy Watkins, Paul Wilson)
5. Goodnight Kiss – 4:20 (Geri Halliwell, Andy Watkins, Paul Wilson)
6. Bag It Up – 3:46 (Geri Halliwell, Andy Watkins, Paul Wilson)
7. Sometime – 4:01 (Geri Halliwell, Andy Watkins, Paul Wilson)
8. Let Me Love You – 3:45 (Geri Halliwell, Andy Watkins, Paul Wilson)
9. Someone's Watching Over Me – 4:15 (Geri Halliwell, Andy Watkins, Paul Wilson, Tracy Ackerman)
10. You're in a Bubble – 3:27 (Geri Halliwell, Andy Watkins, Paul Wilson)

Durata totale: 40:16

## Formazione
- Geri Halliwell - voce
- Milton McDonald - chitarra
- Mike Higham - programmazione addizionale
- Phil Hudson - chitarra nella traccia 2
- Karlos Edwards - percussioni
- Paul Spong - tromba
- Roddy Lorimer - tromba, flicorno
- Annie Whitehead - trombone
- Richard Edwards - trombone
- Jim Sanders - sassofono tenore
- Simon Clarke - sassofono baritono, sax alto
- Shama Shah, Paul Wilson, Shirlie Holliman, Pepsi DeMacque, Anna Ross, Andy Watkins, Tracy Ackerman - cori

## Classifiche
| Classifica (1999)               | Posizione massima |
| ------------------------------- | ----------------- |
| Regno Unito                     | 4                 |
| Finlandia                       | 11                |
| Messico                         | 11                |
| Norvegia                        | 12                |
| Canada                          | 15                |
| Brasile                         | 17                |
| Italia                          | 17                |
| Nuova Zelanda                   | 19                |
| Australia                       | 22                |
| Austria                         | 30                |
| Svizzera                        | 31                |
| Belgio (Vallonia)               | 35                |
| Belgio (Fiandre)                | 39                |
| Francia                         | 40                |
| Stati Uniti - Billboard Top 200 | 42                |
| Svezia                          | 43                |
| Germania                        | 52                |
| Giappone                        | 85                |
| Paesi Bassi                     | 85                |